# Grevillea caleyi
Grevillea caleyi är en tvåhjärtbladig växtart som beskrevs av Robert Brown. Grevillea caleyi ingår i släktet Grevillea och familjen Proteaceae. Inga underarter finns listade i Catalogue of Life.